# Volovăț
Volovăț – wieś w Rumunii, w okręgu Suczawa, w gminie Volovăț. W 2011 roku liczyła 4952 mieszkańców.
Jest położona w północnej części Mołdawii, na Bukowinie, około 5 km na południe od miasta Radowce.
Pierwsza wzmianka o miejscowości pochodzi z roku 1421, ale już w połowie XIII w. miała istnieć tutaj drewniana cerkiew ufundowana przez pierwszego wojewodę bukowińskiego Dragosza, w której miał on zostać pochowany. Zgodnie z tradycją cerkiew ta miała zostać w 1468 r. w ciągu jednej nocy rozebrana (z powodu zagrożenia przez Turków i przeniesiona do Putny, gdzie istnieje do dzisiaj.
W miejsce przeniesionej cerkwi hospodar Stefan Wielki ufundował w latach 1500–1502 cerkiew murowaną pod wezwaniem Podniesienia Krzyża Świętego. Stanowi uproszczony model architektoniczny cerkwi bukowińskich tego okresu – zbudowana na planie prostokąta (boczne apsydy zastąpiono niszami niewidocznymi z zewnątrz) i przykryta sklepieniem kolebkowym. Nie posiada malowideł zewnętrznych, wyraźnie natomiast są widoczne gotyckie przypory oraz obramowania okien i drzwi. Pod okapem dachu wokół budynku biegną dwa szeregi nisz. Cerkiew otacza cmentarz, na którym znajduje się wolno stojąca drewniana dzwonnica.